# Henri Gaudier-Brzeska
Henri Gaudier-Brzeska (Saint-Jean-de-Braye (Loiret), 4 de octubre de 1891 - Neuville-Saint-Vaast (Paso de Calais)5 de junio de 1915), fue un escultor francés.

## Biografía
Henri Gaudier nació en la familia de un carpintero en el barrio de Orleans. Excelente estudiante de primaria de la escuela, se mostró con una atracción infantil al dibujo. A los doce años de edad entró a la Escuela Primaria Superior de Orleans, se distinguió por su profesor de inglés, que le hizo obtener una beca para Inglaterra. Se quedó allí durante varios años, y realizó diversas actividades. A continuación, pasó a Alemania, y luego regresó a París.
En 1910, el perfecto conocimiento de inglés de Henri Gaudier le permitió entrar como traductor en Ediciones Armand Colin. Fue entonces cuando conoció por primera vez en París en la Biblioteca de Santa Genoveva, a Sophie Brzeska, una mujer polaca veinte años mayor que él, con ambiciones de novelista con quien vivió una relación -¿platónica?- a menudo tormentosa. Mal aceptado en Saint-Jean-de-Braye, especialmente por la familia Gaudier debido a la diferencia de edad, la pareja decidió regresar a Inglaterra. Para evitar nuevos problemas, Henri Gaudier Brzeska y Sophie deciden unir sus apellidos y hacerse pasar por hermanos.
Al llegar a Londres sin dinero y sin apoyo para los gastos de casa, experimentan grandes dificultades materiales. Henri Gaudier encuentra un pequeño empleo como escultor. Conoció a Wyndham Lewis y Ezra Pound y se convirtió en un miembro fundador del movimiento vorticista.
En 1912, por convicciones anarquistas y antimilitaristas, Henri Gaudier se niega a responder a la llamada del servicio militar que recibió, esto es lo que prohibió el retorno a Francia. Sin embargo, cuando la Primera Guerra Mundial, entró en contacto con la Embajada de Francia en Londres con el fin de regularizar su situación militar. Considerado como un desertor, por fin, después de muchas dificultades, pudo incorpoarse en un regimiento de infantería. Bajo el uniforme, el antiguo antimilitarista se convirtió rápidamente en un ardiente patriota que destacó por su valor en el combate. Cabo en enero de 1915, sargento el mes siguiente, tomó cursos para convertirse en oficial. En junio de 1915, a la cabeza de sus hombres, el sargento Gaudier participó en el ataque sobre la posición de Neuville San Vaast, Paso de Calais, y cayó, herido por una bala en la cabeza, a la edad de 23 años. Después de su muerte, su compañera se hundió en un enajenamiento mental. Ella murió en 1925, de repente en una exposición según algunos, y según otros internada en un hospital psiquiátrico.

## Obra

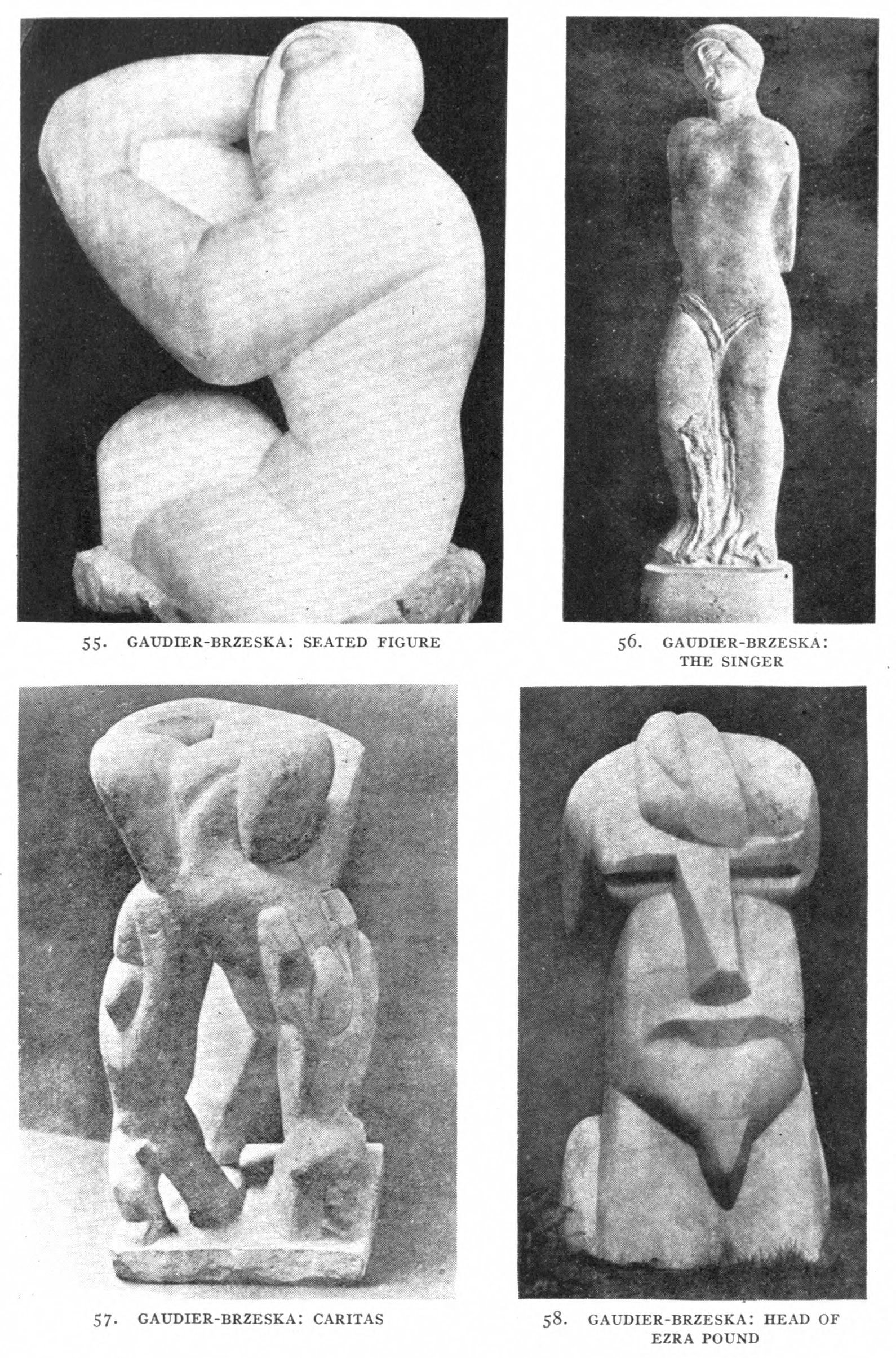
Cuatro esculturas de Gaudier.Brzeska.

En el plan artístico, Henri Gaudier-Brzeska fue influenciado por primera vez por Auguste Rodin, y también por la escultura primitiva, que descubrió en el Museo Británico,y en el Victoria and Albert Museum. Sus obras son directas, dinámicas y dejan rastros visibles de su trabajo artístico. Gaudier-Brzeska había trabajado cuatro años sólo como un escultor, sin embargo, sus esculturas y miles de dibujos influyeron en el arte francés e inglés del siglo XX. Se pueden ver sus obras en el Museo Nacional de Arte Moderno de París, el Museo de Bellas Artes de Orleáns, en la Tate Gallery en Londres o en los museos en Chicago, Nueva York y Ottawa.
La correspondencia de Jim Ede, conservador de la Tate Gallery y amigo de Gaudier-Brzeska se publicó en el libro de Savage Messiah. Fue este libro que inspiró la película de Ken Russell sobre Gaudier-Brzeska (Savage Messiah) en 1972.

## Algunas esculturas
- Tête hiératique d'Ezra Pound (Museo Nacional de arte moderno) París
- Femme assise (Museo Nacional de arte moderno), París
- Danseuse en pierre rouge (Tate Gallery), Londres
- Cerfs (Museo de Chicago), Chicago
- Oiseaux debout (MOMA, Nueva York).